# Scaeva komabensis
Scaeva komabensis är en tvåvingeart som först beskrevs av Matsumura 1918.  Scaeva komabensis ingår i släktet glasvingeblomflugor, och familjen blomflugor. Inga underarter finns listade i Catalogue of Life.